# دانشنامه کلمبیا

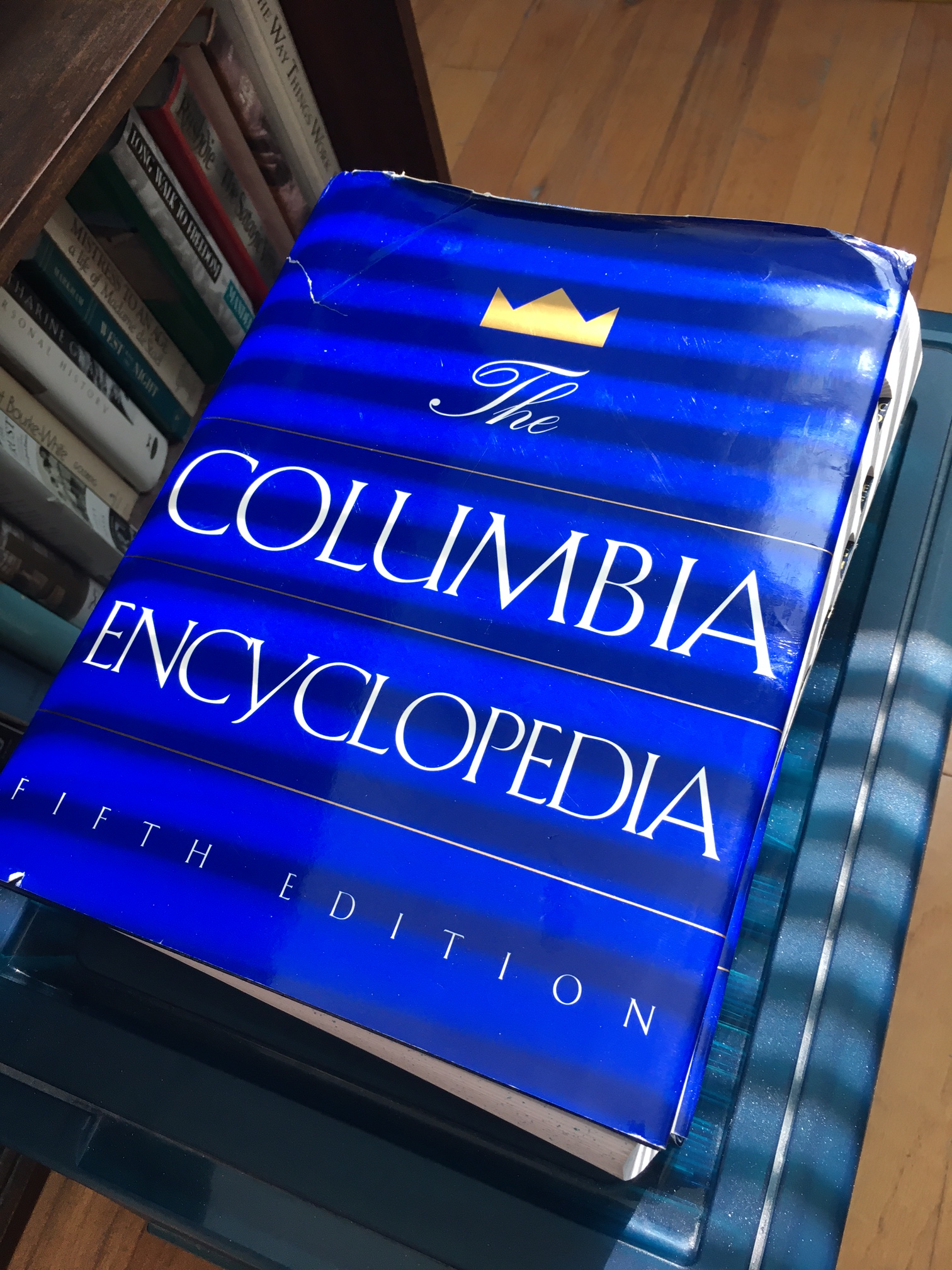
دایرةالمعارف کلمبیا

دانشنامه کلمبیا یک دانشنامه (دائرةالمعارف) تک‌جلدی بسیار معتبر به زبان انگلیسی است که از سال ۱۹۳۵ در نیویورک توسط دانشگاه کلمبیا تهیه و منتشر شد. تمام مقالات این دانشنامه به‌صورت برخط از طریق وبگاه‌های متعددی در دسترس است.
آخرین ویرایش این دانشنامه که در سال ۲۰۰۰ منتشر شد و ششمین ویرایش آن محسوب می‌شود، ۵۱ هزار مقاله را شامل می‌شود که در مجموع شش و نیم میلیون واژه دارند. امتیاز این دانشنامه نسبت به منابع مشابه دیگر ایجاز و اختصار آن در مورد زندگی‌نامه اشخاص به‌ویژه هنرمندان و نویسندگان است.

## محتوا
حدود یک‌سوم مقالات دانشنامه کلمبیا به جغرافیا اختصاص دارند و تمام کشورهای دنیا را پوشش می‌دهند. ۴۵٪ مقالات بیوگرافی اشخاص -زنده یا مرده- به ویژه رهبران سیاسی هستند. بقیه نیز به موضوعات علمی بنیادین و تاریخچه آن‌ها اختصاص می‌یابند.

## دانشنامه وایکینگ کلمبیا
دائرةالمعارف وایکینگ کلمبیا (به انگلیسی: The Columbida Viking Encyclopedia) برای اولین بار در نیویورک از ۱۹۵۳ از سوی مؤسسه انتشارات دانشگاه کلمبیا به سرپرستی ویلیام بریجواتر منتشر شد. این دائرةالمعارف در ایران و در کشورهای عربی طرفدارانی داشته و به فارسی و عربی ترجمه شده است.

### ترجمه فارسی
ضرورت نیاز به دائرةالمعارف عمومی و کوچک، مؤسسه فرانکلین را واداشت تا دائرةالمعارف وایکینگ کلمبیا را برای ترجمه فارسی به غلامحسین مصاحب سفارش دهد.
غلامحسین مصاحب از ۱۳۳۵ کار ترجمه را با جدیت دنبال کرد، اما به علت احساس نیاز به بومی‌سازی و افزودن سرواژه‌های جدید در بخشی از کار، روند ترجمه به تألیف یا تحقیق تبدیل شد و اثر بدست‌آمده، در بسیاری از موضوع‌ها، جنبهٔ تحقیق یافت که ثمره این پروژه انتشار سه جلد کتاب زیر عنوان دائرةالمعارف فارسی از سال ۱۳۴۵ شد.
دائرةالمعارف فارسی عنوان دانش‌نامهای سه‌جلدی است که به ابتکار مؤسسه انتشارات فرانکلین، به سرپرستی غلامحسین مصاحب و با مشارکت گروهی از نویسندگان و ویراستاران در ایران به زبان فارسی به عنوان ترجمه این دانشنامه بود البته بسیاری از مقالات دانشنامه فارسی برگرفته از ترجمه دانشنامه اسلام و حدود ۱۰ هزار مقاله تألیف نویسندگان همکار بود.